# Skinner's Sense of Snow
Skinner's Sense of Snow (titulado Skinner y su concepto de un día de nieve en España y Skinner cubierto por la nieve en Hispanoamérica) es el octavo episodio de la decimosegunda temporada de la serie de televisión animada Los Simpson. Fue emitido por primera vez el 17 de diciembre de 2000 en la cadena Fox, en Estados Unidos y el 26 de agosto de 2001 en Hispanoamérica. Escrito por Tim Long, fue el segundo episodio dirigido por Lance Kramer.
En el episodio, los niños de Springfield se quedan encerrados en la escuela por una fuerte tormenta de nieve.
Fue el último episodio de la serie estrenado en el siglo XX.

## Sinopsis
Todo comienza cuando los Simpson van a presenciar un espectáculo de un circo franco-canadiense, cuando un extraño viento comienza a azotar a Springfield, el cual lentamente se transforma en una tormenta de nieve. 
Al día siguiente, se anuncia que todas las empresas y las escuelas estarán cerradas por la tormenta, pero solo la única escuela de la ciudad que permanece abierta pese al clima es la Escuela Primaria de Springfield. Algunos alumnos, entre los que están Bart y Lisa, van a la escuela, sólo para encontrarse con Skinner y Willie, los únicos adultos presentes en la escuela ya que los maestros estaban en reunión (en realidad, estaban festejando). Para pasar el tiempo, Skinner les hace ver una antigua y aburrida película navideña del año 1938 llamada "La Navidad que estuvo a punto de no ser, pero que fue". Mientras que todos ven la película, la nieve se acumula fuera de la escuela y atrapa a todos los que estaban dentro, lo que hace que todos los niños se asusten. 
Skinner, cuya incompetencia al no haber cerrado la escuela causa que todos queden atrapados, rápidamente se da cuenta de que sería imposible salir y que todos deberían quedarse allí hasta que acabase la nevada. Los niños se quejan por las cosas que podrían estar haciendo en lugar es estar encerrados allí, pero Skinner firmemente declara que nadie podría escaparse del lugar. Los niños están obligados a comer condimento con mayonesa ya que no había nada más qué comer. Luego de que Nelson falla en un intento de escape, los niños comienzan a estar inquietos. Para mantener el orden, Skinner se viste con su viejo uniforme del ejército.
Mientras tanto, Homer y Ned deciden salir a buscar a los niños. Cuando Homer decide usar el auto de Ned, éste protesta porque usó su auto y parte del techo de su casa como barredora de nieve, pero de todas formas continúan con la misión. Mientras se dirigían hacia la escuela, golpean un hidrante contra incendios y, a causa de la tormenta helada, terminan congelando el auto por completo. Al entrar monóxido de carbono en el auto, ambos comienzan a alucinar. 
En la mitad de la noche, Bart trata de cavar un túnel para escapar. Pronto es atrapado por Skinner, quien le ordena a Willie que destruya el túnel. Sin embargo, el jardinero admite que Bart había hecho un gran trabajo pero Skinner lo insulta, por lo que renuncia. Entonces, el director trata de destruir el túnel él mismo, pero falla y queda atrapado entre la nieve. Los niños toman ventaja de la situación y se apoderan de la escuela por completo, ignorando y ridiculizándolo completamente. Al notar que nadie le obedecería, Skinner usa al hámster escolar, Nibbles; lo introduce en una burbuja plástica transparente para enviar un mensaje al mundo exterior pero el animalito se pierde fácilmente en la nieve. 
Mientras tanto, Homer y Ned siguen alucinando a causa del monóxido de carbono pero casualmente, el hámster Nibbles choca su burbuja contra el parabrisa del auto y, libera a Homer y a Ned del gas. Tras esto, calientan el auto a tal punto que se derrite y escapan del hielo. Homer, entonces, sigue manejando hacia la escuela y pronto descubre que el auto tenía piloto automático por lo que lo activa y se pone cómodo. El vehículo pierde el control, y termina chocando contra un enorme contenedor de sal. Sin embargo, la torpeza de Homer hace que el gran contenedor caiga sobre la acera de la escuela, vertiendo gran cantidad de sal sobre la nieve, haciendo que se derrita rápidamente y así, libera a todos los niños.
Homer y Ned recogen a sus respectivos hijos pero, a causa de la sal y la nieve, el auto de Ned se oxida y termina en mal estado a tal punto de que los niños se quejan por la fuga de monóxido de carbono del auto, pero Homer sigue conduciendo, aunque empieza nuevamente a alucinar a causa del gas.
El episodio termina con Lisa (quien tiene la apariencia de un camello, lo cual es parte de las alucinaciones de Homer), deseándole una feliz Navidad.